# Dorel Purdea
Dorel Purdea (n.17 iulie 1963, București) este un fost jucător român de fotbal care a activat ca fundaș.
În vara 2007, a revenit ca antrenor la FC Ghimbav 2000, plecând însă după turul campionatului la Industria Sârmei Câmpia Turzii.

## Fotbalist
- Progresul (1984-1986)
- Victoria București (1986-1987)
- Flacăra Moreni (1987-1990)
- FC Brașov (1990-1995)
- Gloria Bistrița (1996-1997)
- FC Brașov (1997-1998)

## Antrenor
- FC Ghimbav 2000 (2007-2008)
- FC Seso Câmpia Turzii (2007-2008)
- Caraimanul Euro Africa Bușteni (2009-2010)